# Сестри Місіонерки Любові
Сестри Місіонерки Любові або Сестри Матері Терези, рідше Орден Милосердя (лат. Congregatio Sororum Missionarium Caritatis, абревіатура конгрегації — MC) — католицька чернеча конгрегація офіційно визнана та заснована 1950 року Матір'ю Терезою. Складається із 4,500 сестер у 133 країнах та багатьох волонтерів. Членам дозволяється використовувати абревіатуру «MC». Сестри зобов'язані дотримуватись обітниці з цнотливості, бідності, послуху та обітниці «надавати щиру та безкоштовну допомогу найбіднішим з бідних».

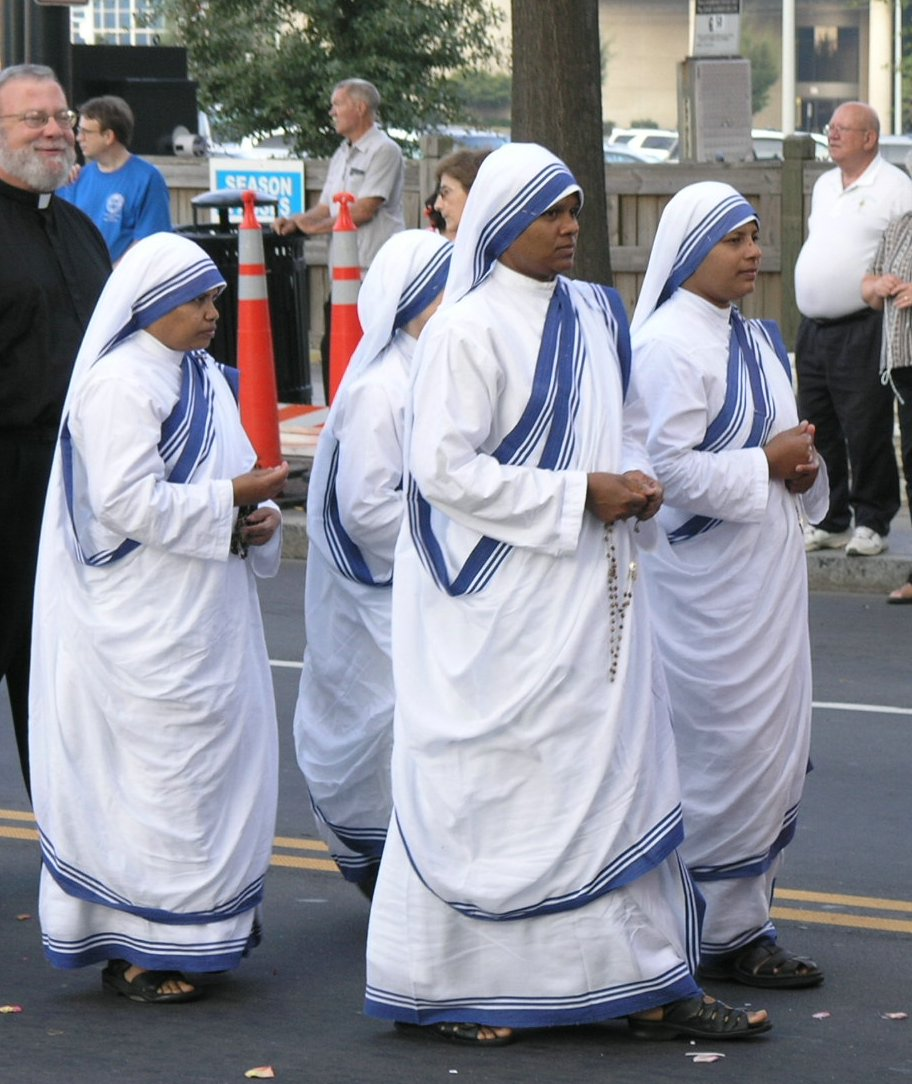
Сестри у традиційному одязі сарі

На сьогодні фонд включає у себе споглядальні та активні філії братів та сестер у багатьох країнах світу. У 1963 році було засновано споглядальну філію сестер та активну філію братів. Філія братів місіонерів любові була заснована спільно з австралійським єзуїтом (який став Братом Ендрю, MC) отцем Яном Траверс-Боллом SJ. У 1979 році було додано споглядальну філію Братів, а у 1984 році разом із Матір'ю Терезою та отцем Джозефом Ленгфордом було створено священницьку філію Отців Місіонерів Любові, що по суті поєднував діяльність Місіонерів Любові та релігію. Як і сестри, отці живуть просто, без телебачення, радіо чи інших повсякденних зручностей. Вони відвідують сім'ї один раз на п'ять років, та не беруть щорічну відпустку. Миряни та не католики, що добровільно бажають долучитися до діяльності Місіонерів Любові стають Співробітниками Матері Терези (англ. Co-Workers of Mother Teresa), Хворими і Стражденними Співробітниками (англ. Sick and Suffering Co-Workers) чи Мирянами Місіонерами любові (англ. Lay Missionaries of Charity).
Місіонери надають допомогу біженцям, колишнім повіям, психічно хворим, хворим дітям, кинутим дітям, хворим на проказу, хворим на ВІЛ/СНІД, старим та видужуючим. Місіонери мають школи, у яких працюють добровольці для навчання безпритульних дітей. Також волонтери працюють у «супових кухнях», закладах призначених для годування безпритульних та надають багато інших послуг відповідно до потреб громади. Зокрема у Колкаті (Калькутта) працюють 19 будинків у тому числі будинки для жінок, дітей-сиріт та вмираючих. Працює СНІД-госпіс, школи для безпритульних дітей та лепрозорій. Ці послуги надаються усім людям незважаючи на їх релігію чи соціальну касту.
У 1990 році Мати Тереза попросила піти з посади голови місіонерів, проте незабаром була знову обрана вже як Генеральна настоятелька. 13 березня 1997 року, за шість місяців до смерті Матері Терези, Сестра Нірмала Джоші була обрана генеральною настоятелькою Місіонерів Любові. Сестра Марія Према була обрана наступницею у капітулі та прийняла обов'язки генеральної настоятельки у березні 2009 року після відставки Сестри Нірмали.

## Історія
7 жовтня 1950 року Мати Тереза отримала дозвіл Ватикану створити власну конгрегацію, яку Ватикан спочатку назвав Єпархіальна Конгрегація Єпархії Калькутти (англ. Diocesan Congregation of the Calcutta Diocese), та яка згодом отримала назву Місіонери Любові, місією якої було піклуватися про (згідно зі словами Матері Терези) «голодних, голих, бездомних, калік, сліпих, прокажених, усіх тих людей, яких вважають небажаними, нелюбимими, покинутими у суспільстві, людей, які стали тягарем для суспільства та покинуті усіма». Розпочавши діяльність із 12 членами у Калькутті, на сьогодні конгрегація налічує понад 4 500 сестер, що працюють у дитячих будинках, СНІД-госпісах, благодійних центрах по усьому світі, турбуються про біженців, сліпих, інвалідів, людей похилого віку, алкоголіків, бідних, бездомних, жертв повеней, епідемій та голоду в Азії, Африці, Північній Америці, Європі та Австралії.

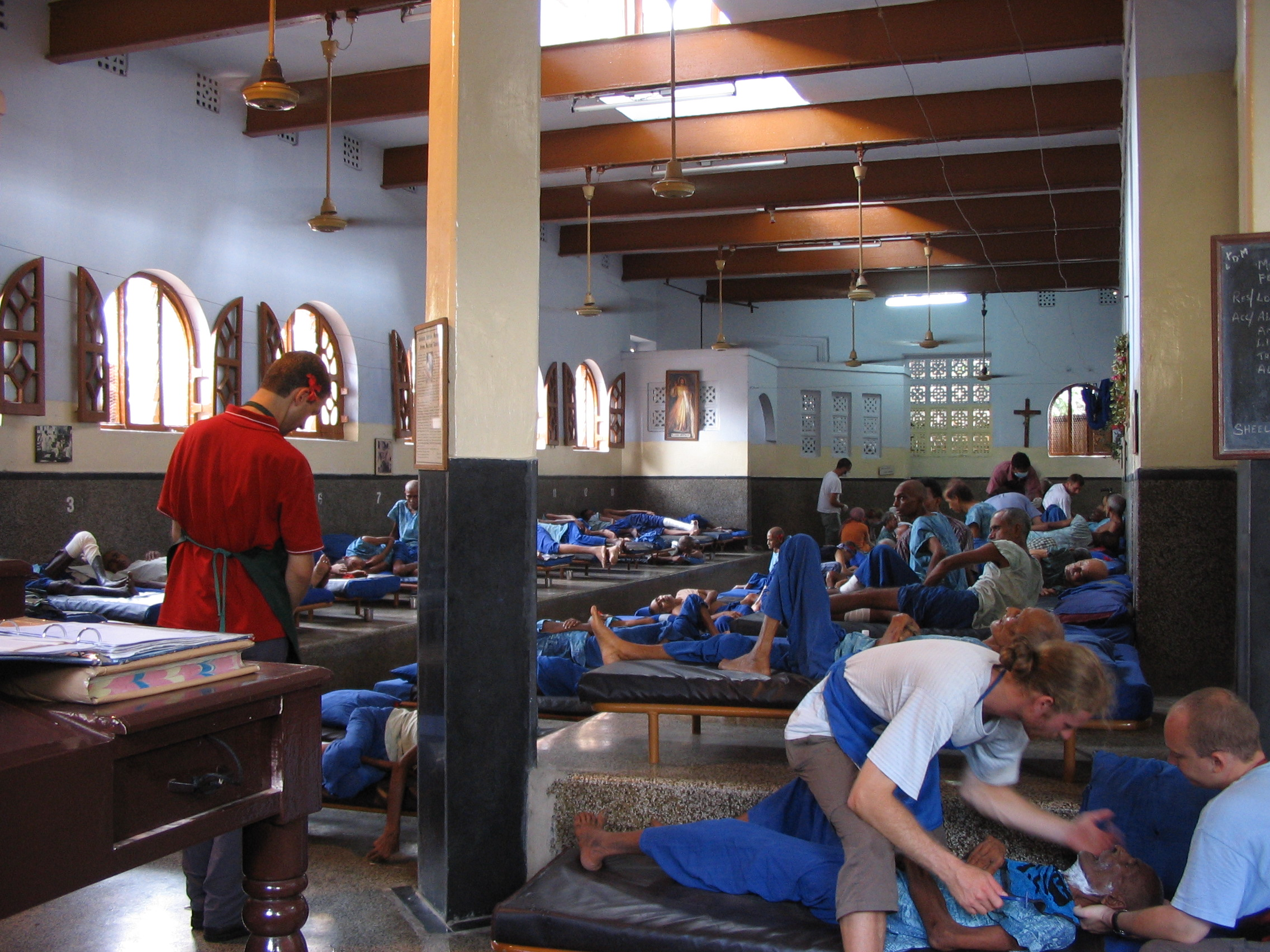
Госпіс Nirmal Hriday Матері Терези для помираючих у Колкаті (2005)

У 1965 році Указом Хвалою Папа Павло VI задовольнив клопотання Матері Терези, щодо розширення конгрегації в інші країни. Конгрегація почала швидко розростатися. Було відкрито будинки по усьому світу. Перший будинок конгрегації за межами Індії було відкрито у Венесуелі, наступні у Римі та Танзанії. У підсумку будинки було відкрито у більшості країн Азії, Африки та Європи включаючи Албанію. Перший будинок у Сполучених Штатах був відкритий у Південному Бронксі у Нью-Йорку. До 1996 року конгрегація управляла 517 місіями у більше ніж 100 країнах і залучила понад мільйон співробітників та отримує велику кількість пожертв від звичайних людей.
2016 року організація зареєструвала біле сарі з впізнаваними трьома синьіми смугами як торговельну марку, це пояснювалося тим, що інші організації часто використовували подібний одяг для власних потреб, включно з комерційними цілями.

## Процедура включення до членів
Для того, щоб стати членом асоціації, необхідно дев'ять років. Перший рік кандидати виконують мінімальну роботу і стають так званими членами «прийти і спостерігати» (англ. come-and-see's). Спочатку потенційні Сестри стають помічниками у Shishu Bhavan та Nirmal Hriday доглядаючи там пацієнтів. Після одного року, за умови, що жінки як і раніше хочуть приєднатися до конгрегації, і як і раніше вважаються кандидатами, вони вибирають собі релігійні імена і розпочинають вчитися. За час новіціату вони вивчають священне писання, Історію християнства та Богослів'я. Якщо вони не з англомовної країни, вони вчать англійську мову. Початківці зодягнені у сарі без трьох синіх смуг. Після двох років кандидати приймають обітниці і повторюють їх після четвертого та п'ятого року. Вони також отримують сарі із синіми смугами конгрегації. На шостому році вони здійснюють поїздки до Риму або Колкати протягом року для здійснення глибокого духовного зростання.
Майно Сестри Місіонерки Любові складає: три сарі (одна носиться, друга переться та третя підмінна на випадок коли інша потребує ремонту), пару сандаль, розп'яття та розарій. Вони також мають тарілку, ложку, полотняний мішок та молитовник. У холодних країнах майно включає кардиган. Вони ніколи не носять нічого крім сандаль на ногах.

## Суперечки
Якість медичної допомоги яку пропонує конгрегація для невиліковно хворих пацієнтів у хоспісах, було неодноразово піддано критиці у медичній пресі, зокрема The Lancet та BMJ. Повідомлялося про повторне використання голок для підшкірних ін'єкцій, погані умови життя, у тому числі використання холодних ванн для всіх пацієнтів та підхід до хвороби і страждання, що не дозволяють використовувати багато елементів сучасної медичної допомоги, такі як систематична діагностика. Доктор Роберт Фокс, редактор The Lancet описав медичну допомогу як «безсистемну», у якій волонтери без медичної освіти приймають рішення про лікування та догляд за пацієнтами у зв'язку із відсутністю лікарів. Він зазначив, що Конгрегація часто не може розрізнити виліковних та невиліковних хворих, а тому люди, що могли б вижити наражаються на ризик померти від інфекції та відсутність лікування. Витрачання благодійних коштів також часто піддаються критиці. Письменник та журналіст Крістофер Гітченс та німецький журнал «Stern» стверджували, що Мати Тереза, жертвуючи гроші, не фокусувала увагу на покращенні умов її госпісів, а відкривала нові монастирі та підвищувала місіонерську діяльність.

## Діяльність в Україні
На сьогодні (2023 - 2024 рр.) в Україні працюють шестеро Сестер Місіонерок Любові: Іммакулата, Весна, Розалія, Анфрида, Богданайй і Яна. Усі вони перебувають у Києві, прославляють Ісуса Христа, підтримують молитваю і насправді допомагають людям. Сестери Місірнерки Любові годують бідних, допомогають неблагополучним сім'ям, важкохворим і тим людям, які опинилися в біді

## Список Генеральних Настоятелів
- Свята Мати Тереза з 1950 року по березень 1997 року;
- Сестра Нірмала Джоші — березень 1997 року — 25 березня 2009 року;
- Сестра Марія Према Перік — 25 березня 2009 року — по теперішній час.